# زمرة جمعية
الزمرة الجمعية هي زمرة يُنظر فيها إلى عمليتها على أنها جمع بطريقة ما. وتكون في العادة أبيلية، ويُستخدم الرمز {\displaystyle +} عادةً في التعبير عن عمليتها الثنائية.
ويستخدم هذا المصطلح على نطاق واسع مع البنى المزودة بعدة عمليات لتوصيف البنية التي يُحصل عليها بإغفال ما عدا عملية الجمع من عمليات. وتتضمن الأمثلة الزمرَ الجمعية للأعداد الصحيحة والفضاء المتجهي والحلقة. ويستخدم هذا المفهوم خصيصًا في الحلقات والحقول للتمييز بين زمرها الجمعية والضربية للعناصر ذات المعكوس.